# ドナ・リン
ドナ・リン（Donna Lynn 生年月日不明）はアメリカ合衆国のアイドル歌手。

## 人物
1963年にシングル「Oh I'm In Love  / Donna Loves Jerry」でエピック・レコードからデビュー。シングル「Ronnie / That's Me, I'm the Brother」からキャピトル・レコードに移籍。翌年1964年に「夢みるビートルズ」や「ビートルズ・カットのボーイフレンド」などを発表し13歳で一躍アイドルになる。日本でもヒットしたが人気は長くは続かず芸能界を引退した。

## 代表曲
- 夢みるビートルズ（原題：I Had A Dream I Was A Beatle） ※日本独自にシングルカットされた。1989年にエンジェルスがアルバム『東京天使』でカバー（日本語詞）。
- ビートルズ・カットのボーイ・フレンド（原題：My boyfriend Got A Beatle Haircut） ※Billboard Hot 100最高位83位。日本では「夢みるビートルズ」のB面曲として発売。
- 夢みるデイト（原題：There Goes The Boy I Love With Mary）
- ネイビー・ブルー（原題：Navy Blue） ※ダイアン・リネイ（英語版）のカヴァー。
- 二人だけのデート（原題：I Only Want To Be With You） ※ダスティ・スプリングフィールドのカヴァー。
- 私はガール・フレンドNo.1（原題：I'd Much Rather Be With the Girls）　※キース・リチャーズ、アンドリュー・オールダムが提供した作品。後にローリング・ストーンズがアルバム『メタモーフォシス』で「かたくなの心（原題：I'd Much Rather Be With The Boys）」として発表しているほか、トガリー・ファイヴ（英語版）や元ザ・ロネッツのロニー・スペクターによる歌唱版も存在する。

## ディスコグラフィー

### シングル
1963年
- Oh I'm In Love (With George Maharis) / Donna Loves Jerry
- Ronnie / That's Me, I'm the Brother
- Till the End of Time / Lovin' is His Middle Name

1964年
- I Had A Dream I Was a Beatle / My Boyfriend Got a Beatle Haircut
- Java Jones (Java) / The Things That I Feel
- My Boyfriend Got a Beatle Haircut / That Winter Weekend
- Silly Girl / There Goes the Boy I Love With Mary

1965年
- I'd Much Rather Be With the Girls / I'm Sorry, More Than You Know
- True Blue / When Your Heart Rings, Answer

1967年
- Don't You Dare / It Was Raining

不明
- Listen To My Heart-Beat / Here Comes That Feeling　※「Donna Lynn With The Mafala Kootchie Whistlers」名義

### アルバム
1964年
- Java Jones & My Boyfriend Got A Beatle Haircut（邦題:「夢見るビートルズ～ドナ・リン登場」）

2010年
- Donna Lynn Meets Robin Clark　※ドナ・リンとロビン・クラーク（英語版）の楽曲を収録したコンピレーション・アルバム

2016年
- I Had A Dream I Was A Beatle（夢みるビートルズ）　※日本のクリンクレコードから発売。

| スタブアイコン | サブスタブ | この項目は、まだ閲覧者の調べものの参照としては役立たない、歌手に関連した書きかけの項目です。この項目を加筆・訂正などしてくださる協力者を求めています（P:音楽/PJ:芸能人）。 |